# 埃斯科尔卡
埃斯科尔卡（義大利語：Escolca），是意大利撒丁大区南撒丁省的一个市镇。总面积14.72平方公里，人口614人，人口密度41.7人/平方公里（2009年）。ISTAT代码为092111。